# WPK-Ahro Szewczenkiwka
WPK-Ahro Szewczenkiwka (ukr. Футбольний клуб «ВПК-Агро» Шевченківка, Futbolnyj Kłub "WPK-Ahro" Szewczenkiwka) – ukraiński klub piłkarski, mający siedzibę we wsi Szewczenkiwka rejonu mahdałyniwskiego, w obwodzie dniepropetrowskim. Obecnie występuje w Perszej-lidze.

## Historia
Chronologia nazw:
- 2011: WPK-Peremoha Szewczenkiwka (ukr. ФК «ВПК-Перемога» Шевченківка)
- 2014: WPK-Ahro Szewczenkiwka (ukr. ФК «ВПК-Агро» Шевченківка)

Klub piłkarski WPK-Peremoha Szewczenkiwka został założony w miejscowości Szewczenkiwka w roku 2011, z inicjatywy miejscowego przedsiębiorcy Wołodymyra Korsuna. W 2012 zespół został wicemistrzem rejonu mahdałyniwskiego, a w następnym roku  zdobył mistrzostwo pierwszej ligi obwodu dniepropetrowskiego i awansował do Superligi obwodu dniepropetrowskiego. Również w sezonie 2013 zespół startował w Pucharze Ukrainy wśród amatorów. W 2014 klub zmienił nazwę WPK-Ahro Szewczenkiwka. W debiutowym sezonie na najwyższym poziomie został mistrzem obwodu dniepropetrowskiego. W sezonie 2014 zespół również startował w Amatorskiej lidze Ukrainy.
W sezonie 2019/20 klub zgłosił się do rozgrywek Drugiej ligi. Również w sezonie 2019/20 debiutował w Pucharze Ukrainy, gdzie przegrał w pierwszej rundzie wstępnej.

## Barwy klubowe, strój
| Zielony | Biały |

Klub ma barwy zielono-białe. Zawodnicy domowe spotkania zazwyczaj grają w pasiastych pionowo zielono-czarnych koszulkach, czarnych spodenkach oraz czarnych getrach.

## Sukcesy

### Trofea międzynarodowe
Nie uczestniczył w rozgrywkach europejskich (stan na 31-05-2019).

### Trofea krajowe
| \| \| Zdobyte trofea w rozgrywkach Ukrainy (stan na: 31-05-2019) \| |                                                            |      |          |
| Rozgrywki                                                           | Osiągnięcie                                                | Razy | Sezon(y) |
| · Mistrzostwo                                                       | I miejsce                                                  | 0    |          |
| · Mistrzostwo                                                       | II miejsce                                                 | 0    |          |
| · Mistrzostwo                                                       | III miejsce                                                | 0    |          |
| Puchar                                                              | zdobywca                                                   | 0    |          |
| Puchar                                                              | finalista                                                  | 0    |          |
| Puchar                                                              | 1/64 finału                                                | 1    | 2019/20  |
| II liga                                                             | I miejsce                                                  | 0    |          |
| II liga                                                             | II miejsce                                                 | 0    |          |
| II liga                                                             | III miejsce                                                | 0    |          |
| Ukraina                                                             | Zdobyte trofea w rozgrywkach Ukrainy (stan na: 31-05-2019) |      |          |

## Trofea inne
- Mistrzostwa obwodu dniepropetrowskiego:
  - mistrz (2x): 2014, 2016
  - wicemistrz (2x): 2015, 2017

- Puchar obwodu dniepropetrowskiego:
  - zdobywca (1x): 2017
  - finalista (1x): 2016

## Struktura klubu

### Stadion
Klub piłkarski rozgrywa swoje mecze domowe na stadionie Kołos-Arena w Mahdałyniwce, który może pomieścić 1500 widzów.

### Sponsorzy
- WPK-Ahro Sp.z o.o.

## Kibice i rywalizacja z innymi klubami

### Rywalizacja
Największymi rywalami klubu są inne zespoły z okolic.

### Derby
- Drużba Mahdałyniwka
- Hirnyk Krzywy Róg
- Krywbas Krzywy Róg